# Ersmarkstunneln
Ersmarkstunneln är en järnvägstunnel under uppförande på Norrbotniabanan. Tunneln korsar Ersmarksberget och Fäboberget nordväst om stadsdelen Ersboda i Umeå. Den östra mynningen ligger i anslutning till väg 364 som passerar på bro över järnvägen. 
Tunneln är 1,6 km lång och byggs för enkelspår men förbereds för att inrymma dubbelspår. Intill spårtunneln löper en 800 meter lång service- och räddningstunnel.
Våren 2022 upphandlades Veidekke som entreprenör för Ersmarkstunneln. Tilldelningen överklagades och Veidekke drog sig senare ur. Inget kontrakt skrevs och upphandlingen gjordes om och i februari 2024 tilldelades Implenia uppdraget. Byggnation inleddes i maj 2024 och tunneln planeras stå färdig i maj 2026.